# (13421) Holvorcem
(13421) Holvorcem  es un asteroide perteneciente al cinturón de asteroides, descubierto el 11 de noviembre de 1999 por Charles W. Juels desde el Observatorio Astronómico de Fountain Hills, en Arizona, Estados Unidos.

## Designación y nombre
Holvorcem se designó inicialmente como 1999 VO12.
Más adelante fue nombrado en honor al matemático y astrónomo aficionado brasileño  Paulo R. Holvorcem (n. 1967).

## Características orbitales
Holvorcem orbita a una distancia media del Sol de 2,6538 ua, pudiendo acercarse hasta 2,3974 ua y alejarse hasta 2,9102 ua. Tiene una excentricidad de 0,0966 y una inclinación orbital de 3,2964° grados. Emplea en completar una órbita alrededor del Sol 1579 días.

## Características físicas
Su magnitud absoluta es 13,2. Tiene 6,629 km de diámetro. Su albedo se estima en 0,258.